# Митенёва Гора
Митенёва Гора́ — деревня в Кичменгско-Городецком районе Вологодской области России. Входит в состав Кичменгского сельского поселения , с точки зрения административно-территориального деления — в Погосский сельсовет.

## География
Стоит на реке Вачуг.

### Географическое положение
Расстояние до районного центра Кичменгского Городка по автодороге составляет 21 км. Ближайшие населённые пункты — Алферово, Завачуг, Сушники.

## История
С 1 января 2006 года по 1 апреля 2013 года входила в Погосское сельское поселение

## Население
| 2010 |
| ---- |
| 26   |

## Гендерный и национальный  состав
Население по данным переписи 2002 года — 35 человек (17 мужчин, 18 женщин). Всё население — русские.

## Инфраструктура
Личное подсобное хозяйство.

## Транспорт
Деревня доступна автотранспортом.